# Плоски
Плоски (болг. Плоски) — село в Благоевградской области Болгарии. Входит в состав общины Сандански. Находится примерно в 10 километрах к северу от центра города Сандански и примерно в 44 километрах к югу от центра города Благоевград. По данным переписи населения 2011 года, в селе  проживал 631 человек, преобладающая национальность — болгары.

## Население
| Год     | 1934 | 1946 | 1956 | 1965 | 1975 | 1985 | 1992 | 2001 | 2011 |
| ------- | ---- | ---- | ---- | ---- | ---- | ---- | ---- | ---- | ---- |
| Жителей | 1385 | 1686 | 1886 | 1864 | 1449 | 1287 | 997  | 819  | 631  |

|  |